# 伎藝天女
伎藝天女，又稱伎藝天（「伎」或作「技」），是佛教神靈，護持佛教的護法神，是大自在天（摩醯首羅天）與諸天女遊戲時，其頂上化生之天女，其能歌善舞，多有伎藝。在東密廣受崇信，凡學習歌舞等必加敬拜，此神能保佑眾生多才多藝，獲人喜愛。

## 形象
相貌絕美，造像通常為身著天衣，以瓔珞裝飾其身，兩手腕上各有手鐲，左手持一花瓶，右手捻裙。